# Esgrafiado (cerámica)

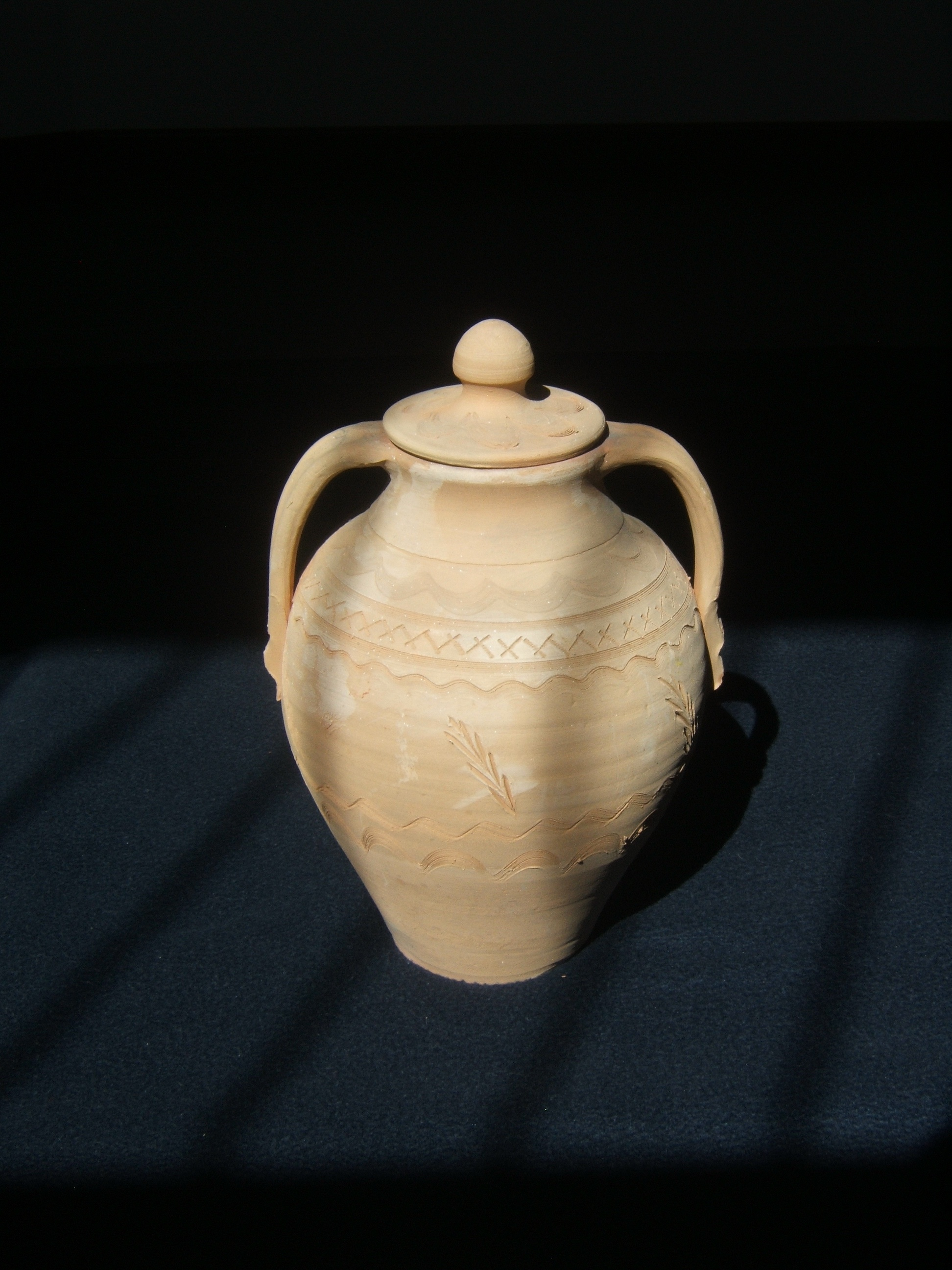
Orza con tapa sin vidriar, decoración incisa con dibujos geométricos y vegetales (esgrafiados). Alfarería ‘de basto’ de la provincia de Toledo.

Esgrafiado, en alfarería, es una técnica decorativa de grabado que consiste en dibujar con algún tipo de punzón líneas, motivos o formas, rayando con impresiones o incisiones de grosor variable el barro, pasta o materia cerámica, cuando la pasta está aún tierna o rascando una vez seca o cocida. Es una de las técnicas de decoración más primitivas, con ejemplos de restos arqueológicos de los primeros estadios del Neolítico, como en la cerámica cardial de la cuenca mediterránea, durante los milenios sexto y quinto antes de Cristo; o la cerámica campaniforme del Calcolítico y el período inicial de la Edad del Bronce.

## Técnica
A partir de un recurso sencillo y elemental como es la incisión en diferentes zonas de una vasija con exclusiva intención decorativa, los alfareros, desde periodos ancestrales, han desarrollado técnicas muy similares valiéndose de sus uñas o de utensilios de su entorno doméstico o geográfico; a los primitivos huesos afilados, cañas rotas y todo tipo de palillos, les sucederían o complementarían los peines, espátulas o pequeñas ruedas.
Otra aplicación de esta técnica, más cercana a la "incisión", cuando se realiza antes del esmaltado, es el llamado "esgrafinado bajo cubierta".
De modo complementario, el esgrafiado se usa también como alternativa en algunas de las más antiguas y vistosas tradiciones alfareras en el continente africano, como por ejemplo en la producción de las alfareras del Rif.

## En la península ibérica

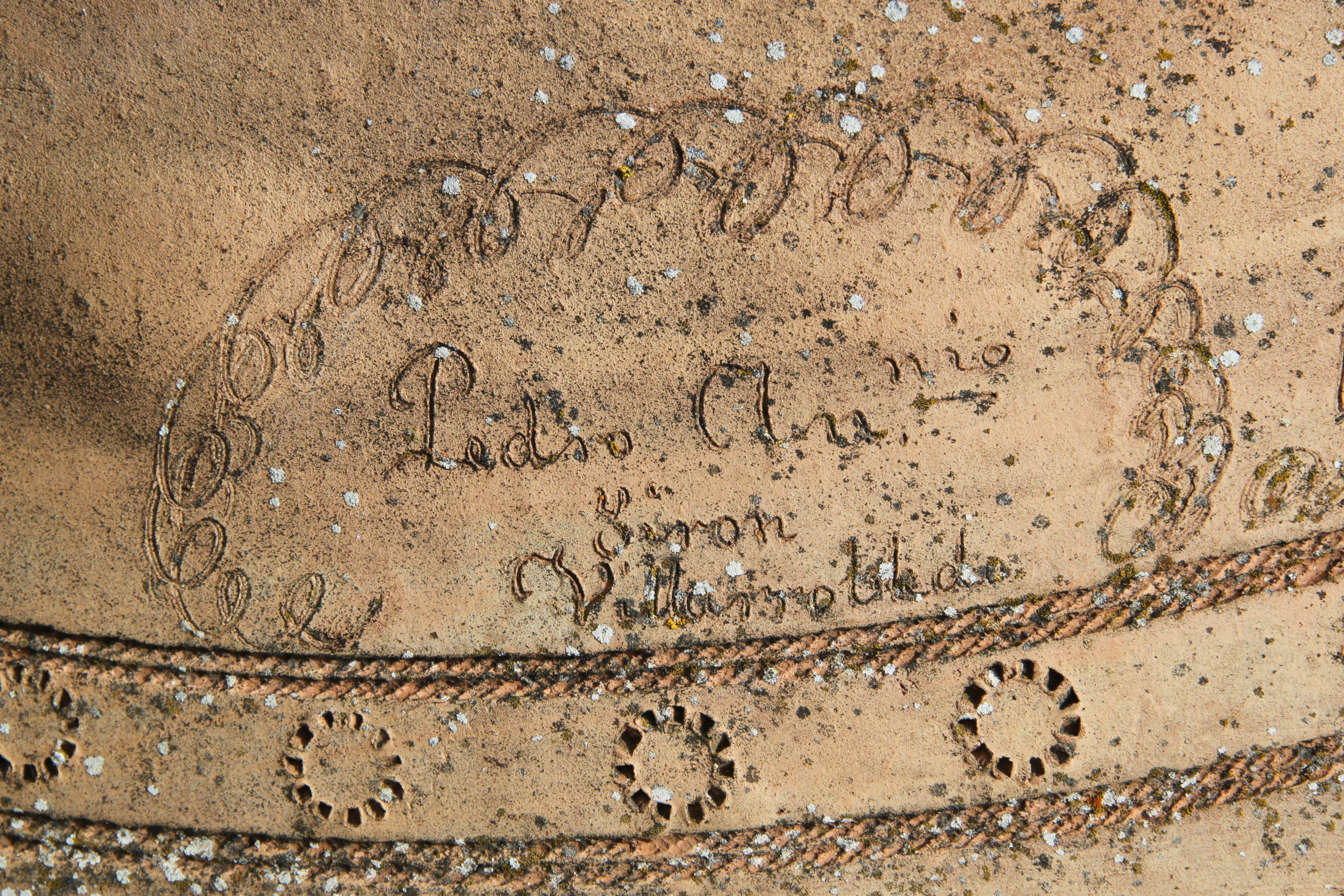
Firma del alfarero Pedro Antonio Simón, fabricante mayorista de Villarrobledo (Albacete, España), grabada en una de sus tinajas, con una capacidad aproximada de 500 arrobas (unos seis mil litros de vino).

Tras los ya citados referentes de las cerámicas campaniforme y cardial, y una modesta presencia en la Hispania Romana, el esgrafiado alcanza uno de sus más vistosos periodos con la cultura musulmana en la península ibérica; con diferentes ejemplos en la cerámica verde y manganeso, la loza decorada y la obra alfarera del arte almorávide.
Los manuales de los principales especialistas en estudios cerámicos relacionados con la península ibérica coinciden en observar que las técnicas de esgrafiado han sido recurso común en todas sus alfarerías, y todavía se utilizan en algunas regiones.